# Geloofsafval

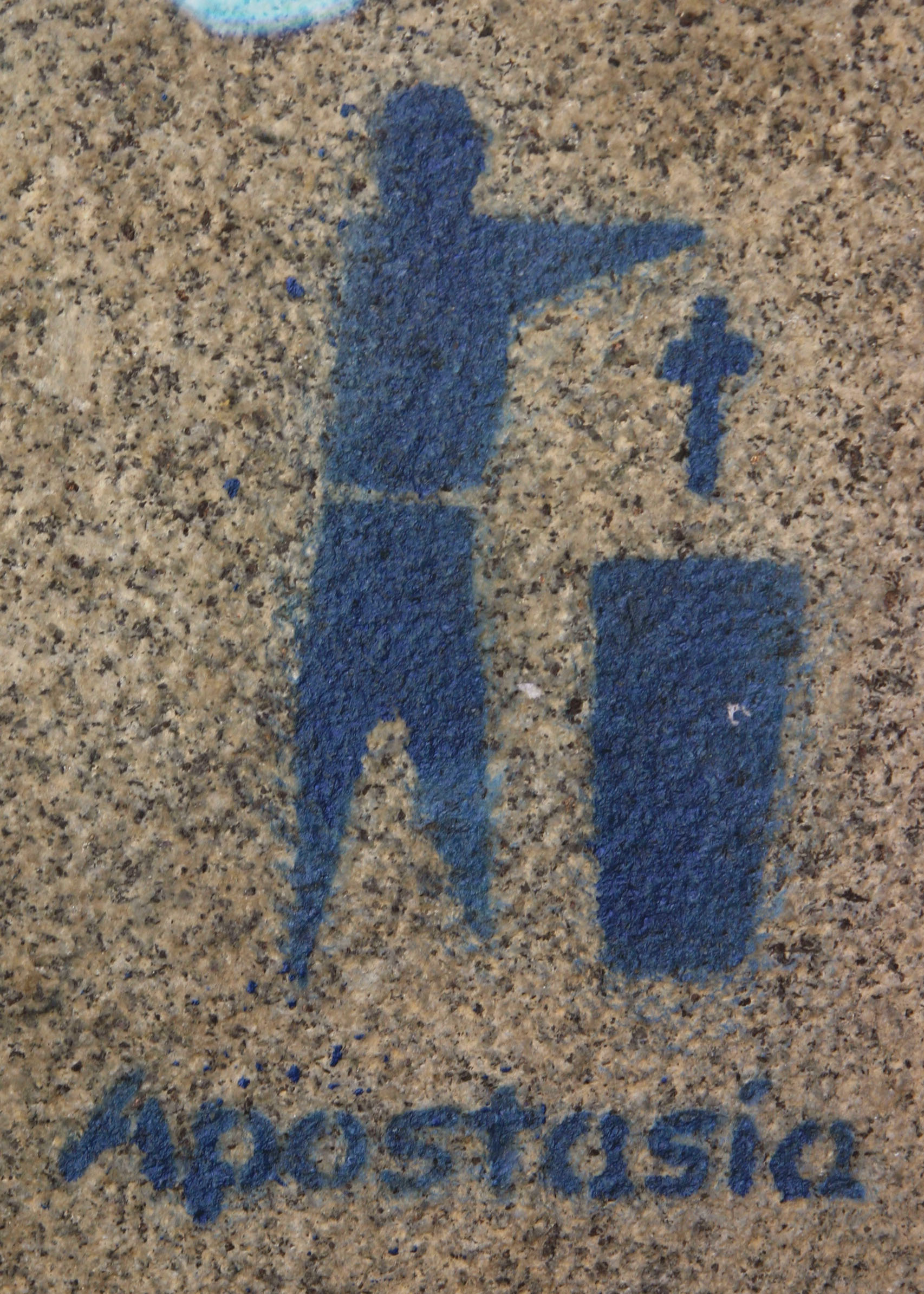
Logo voor La campaña de Apostasía colectiva in Spanje

Geloofsafval of apostasie (ook bekend als (geloofs)afvalligheid, geloofsverzaking, geloofsverlating, uittreding, of soms  ontkering)) is het formeel afstand doen van een religie of geloof, al dan niet gepaard gaand met de bekering tot een ander geloof. 
Oorspronkelijk verwijst de term naar gedoopte christenen, die afstand nemen van hun christelijk geloof, en niet naar degenen die afstand nemen van een ander, of geen, geloof om christen te worden. 
De godsdienstsociologie definieert geloofsafval als het afstand doen van, en het bekritiseren van het voormalige geloof. Kerkuittreding, en het zich laten uitschrijven uit het doopregister is een formele manier om hieraan uiting te geven. Geloofsafval betekent impliciete excommunicatie uit de oorspronkelijke geloofsgemeenschap. 
Afvalligen komen voor binnen alle religies. De reacties van de geloofsgemeenschap kunnen verschillen, maar zijn soms heftig. Het woord heeft vaak een negatieve connotatie en maar weinig afvalligen gebruiken deze benaming voor zichzelf. Bij overgang naar een ander geloof spreekt men zelf eerder van bekering tot dat geloof, het impliceert afvalligheid van het eerdere geloof.
Geloofsafval is niet hetzelfde als ketterij, waarin gelovigen geen afstand willen doen van hun religie, maar de geldigheid van bepaalde stellingen (geloofswaarheden) erin ontkennen en deze stellingen willen veranderen.

## Aanleidingen
Vaak gaat het verlaten van de geloofsgemeenschap, waarin men geboren of ingetreden was, gepaard met het verwerpen van de bijbehorende religieuze overtuigingen. De reden hiervoor kan een (nieuwe) religieuze bekeringservaring zijn, zoals bij Paulus van Tarsus of Hildegard Burjan het geval was, of meer intellectuele overwegingen, zoals bij Augustinus, Edith Stein en Paul-Ludwig Landsberg. Verder kunnen sociale druk, grensoverschrijdend gedrag, een sterke hiërarchie en fundamentalisme binnen de religieuze gemeenschap, als beklemmend worden ervaren en bijdragen tot geloofsafval. Maar ook kunnen mensen er autonoom toe komen.

## Christendom
Heftige discussie rond het vraagstuk van geloofsafval ontstond in het vroege christendom, doordat vele vervolgde christenen hun geloof hadden verzaakt door het offeren aan de keizer en op later tijdstip weer in de Kerk opgenomen wensten te worden. Tegenstanders van de wederopname baseerden zich op een strikte uitleg van de Brief aan de Hebreeën 6, 4-6: "Want wie ooit door het licht beschenen is, geproefd heeft van de hemelse gave en deel gekregen heeft aan de heilige Geest, wie het weldadig woord van God en de kracht van de komende wereld ervaren heeft en vervolgens afvallig is geworden, kan onmogelijk een tweede maal worden bekeerd, omdat zo iemand voor zichzelf de Zoon van God opnieuw kruisigt en aan bespotting blootstelt." In de invloedrijke boetebrief van de apostolische vader Hermas (2e eeuw) wordt gesteld, dat "er geen vergeving van de zonden is voor hen, die de Heer bewust loochenen."
De aanhangers van tegenpaus Novatianus uit de eerste helft van de 3e eeuw sloten daarom elke verzoening met gevallen gelovigen (lapsi) uit. Het Noord-Afrikaanse montanisme, dat vooral tegen het einde van de 2e en gedurende de 3e eeuw van belang was, streefde naar perfecte gelovigen, die in afwachting waren van het nabije Laatste Oordeel. Zij zagen geen mogelijkheid verzoenlijk te zijn jegens afvallige christenen. Deze overtuiging werd overgenomen door de donatisten, waaruit zich groepen vormden die in de 4e eeuw terroristische aanslagen pleegden tegen afvalligen van de Kerk.
Nadat het christendom in het Romeinse Rijk in de 4e eeuw onder Constantijn de Grote niet meer vervolgd werd, keerde keizer Julianus terug naar de voorchristelijke religie. Hij werd als afvallig beschouwd, waaraan hij zijn naam Julianus de Afvallige (of "Apostata") ontleende. Opvolger keizer Gratianus legde daarna de basis voor de officiële en geprivilegieerde Kerk; op geloofsafval zette hij de straf van de verbeurdverklaring van de burgerrechten.
In een edict uit 391 verklaarde Theodosius I dat christenen die terugkeerden naar de Romeinse religie niet meer mochten erven.
Het canoniek recht van de katholieke Kerk zoals vastgelegd in 1983 (Codex Iuris Canonici, CIC) gebruikt het woord apostasie in twee canones:
- Ketterij wordt genoemd het, na het ontvangen van het doopsel, hardnekkig ontkennen of in twijfel trekken van een of andere waarheid die met goddelijk en katholiek geloof geloofd moet worden; apostasie het volkomen afwijzen van het christelijk geloof; schisma het zich onttrekken aan het gezag van de Paus of aan de gemeenschap met de onder zijn gezag staande kerkleden. (CIC, Canon 751).
- Tot het ontvangen van wijdingen zijn irregulier: 2. wie het misdrijf van apostasie, ketterij of schisma bedreven heeft. (CIC, Canon 1041, lid 2).

De huidige canonieke definitie van apostasie betreft de actieve afwijzing van het geloof, ook apostasia a fide genoemd. De historische, andere vormen van apostasie, betreffen de "apostasia a clericatu" (ook wel "apostasia ab ordine"), wanneer een priester zijn priesterlijke roeping verzaakt en ongeoorloofd naar een wereldlijk leven terugkeert en de "apostasia a monachatu" (ook wel "apostasia a religione"), wanneer sprake is van ernstige kloostervlucht. Op beide vergrijpen staan straffen, waaronder de straf van excommunicatie.

## Islam

Straffen (feitelijk of voorgesteld) voor ridda in een aantal moslimmeerderheidslanden anno 2013.

Ridda is een term voor het formeel afstand doen van de islam. Het is een theoretisch-juridische kwestie of geloofsafval binnen de islam bestraft wordt volgens een (vaste) straf (hoedoed).
Volgens een groot deel van de islamitische fikhgeleerden en theologen verdient een moslim die van het geloof afvalt de doodstraf, maar men verschilt van mening of dit gepleegde feit wel voldoende is om een oordeel te vellen en uit te voeren. Doorgaans moet eerst geprobeerd worden de afvallige terug te brengen tot het geloof. In tegenstelling tot diefstal of ontucht is ridda omkeerbaar, waarvoor dan geen vaste straf gegeven kan worden. Een afvallige dient zijn leven lang geadviseerd te worden terug te keren naar de islam, behalve als deze zich agressief ten opzichte van de islam opstelt. Een moslim zal zich dan eveneens vijandig opstellen tegenover de afvallige, maar zelfs dat is controversieel.
Afghanistan, Brunei, Iran, Jemen, Mauritanië, Maleisië, de Maldiven, Nigeria, Qatar, Saoedi-Arabië, Soedan, Somalië en de Verenigde Arabische Emiraten zijn landen, waar apostasie met de dood bestraft kan worden. Strafuitvoering hangt in veel van deze landen af van het gedrag van de beklaagde. In Afghanistan, Brunei, Jemen en Soedan bijvoorbeeld ontloopt de beklaagde een veroordeling wanneer hij zijn nieuwe geloof afzweert en zich opnieuw bij de islam voegt. In Mauritanië wordt zowel voor als na de veroordeling de mogelijkheid gegeven terug te keren naar de islam. Andere islamitische landen met anti-apostasiewetgeving zijn Bahrein, de Comoren, Egypte, Irak, Jordanië, Koeweit, Marokko, Oman, Pakistan en Syrië.
In sommige islamitische landen zijn echter vrijwel alle stromingen tegenstander van bestraffing van geloofsafval. In Turkije geldt dat bijvoorbeeld gedeeld voor het Presidium van Godsdienstzaken Diyanet, conservatieve bewegingen als de Turkse moslimbroederschap Milli Görüş, soefistisch geïnspireerde gemeenschappen als de Gülenbeweging en binnen het alevitisme.
In veel islamitische landen – ook die waar apostasie niet als misdrijf strafbaar is gesteld – kan geloofsafval leiden tot ontbinding van het huwelijk, ontneming van het ouderlijk gezag en verlies van erfrecht.

## Jodendom
Het jodendom ziet de tot het christendom of tot andere godsdiensten overgegane joden als afgodendienaren. Volgens de regels die worden beschreven in de Talmoed, Sjoelchan Aroech en andere halachische wetboeken zou een echte afvallige normaal gesproken ter dood veroordeeld moeten worden.
Echter, het jodendom ziet liever dat de persoon zich vrijwillig bekeert van de gedane overtreding en oprecht spijt betuigt van zijn misstap. Hiertoe moeten zijn medejoden alles in het werk stellen om de persoon terug te leiden naar zijn joodse wortels. Hij zal na inkeer van zijn overtreding een aantal procedures moeten volgen om vergeving te krijgen van God.
Deze procedures zijn:
1. Oprechte spijt van zijn misstap en het voornemen deze fout niet meer te begaan,
2. Herstel van de schade berokkend (fysiek en geestelijk),
3. Smartengeld (indien nodig),
4. Ziektegeld (indien van toepassing)
5. Vergeving vragen aan de mensen betrokken bij het voorval.

Indien deze procedure is gevolgd dan kan de persoon pas vergeving vragen aan God (en wanneer de tempel is herbouwd een schuld- of een zondeoffer moeten brengen). Dit is de standaardprocedure die geldt voor alle soorten van overtredingen en wordt eveneens beschreven in de Talmoed en in de Mishne Thora van de Rambam.
De doodstraf binnen het jodendom is zeker geen eenvoudige procedure en al zeker helemaal niet aan de orde van de dag. De procedure is gebonden aan veel voorwaarden en regels. Vanwege deze reden werd deze straf niet vaak toegepast; ongeveer 1 maal per 70 jaar, zoals gesteld in de Talmoed.
De procedure die wordt beschreven in de Talmoed (=de toelichting op de Thora) vereist onder andere:
1. Twee onberispelijke joodse getuigen die beiden tegelijkertijd de persoon de overtreding hebben zien begaan;
2. die beiden ten tijde van de overtreding de persoon hebben gewaarschuwd de overtreding niet te begaan;
3. en beiden ten tijde van de overtreding de persoon de consequenties hebben uitgelegd van zijn overtreding (in dit geval de doodstraf).

Het Rabbinaal College dat het vonnis moet vellen dient te bestaan uit een college van 21 rabbijnen die bovenstaande beoordelen op echtheid en juistheid.
Indien aan al deze bovenstaande vereisten is voldaan mag het Rabbinale Gerechtshof (bij monde van meerderheidsstemming) beslissen of de persoon ter dood gebracht dient te worden of niet. Aangezien het vaak niet mogelijk was aan de bovenstaande eisen te voldoen werd de zaak meestal verworpen en aan het hemelse gerechtshof voorgelegd (pulsa denura). Indien de persoon wel degelijk schuldig was (maar bij gebrek aan bewijs vrij kwam) dan kon de hogere wereld zelf de straf (en de strafmaat) bepalen en ten uitvoer laten brengen.
Het jodendom ziet Jezus als een afvallige jood, maar vanwege het niet voldoen aan bovenstaande criteria is zijn zaak destijds niet behandeld door een joods gerechtshof.

## Nieuwe religieuze bewegingen en sekten
Ook bij nieuwe religieuze bewegingen en sekten komt geloofsafval voor. Volgens de Amerikaanse socioloog David G. Bromley vertellen afvalligen nog weleens gruwelverhalen.
Groeperingen in Nederland die nogal wat kritische voormalige leden hebben die de publiciteit zochten zijn Sathya Sai Baba en de Jehova's getuigen.